# Agastya
Pogledajte također Agastya (film).
Prema hinduističkoj mitologiji, Agastya bio je veliki i poštovani vedski mudrac. Mitovi opisuju Agastyu kao autora hvalospjeva posvećenog velikoj božici Sarasvati. Agastyina je žena Lopamudra.

## Tekstovi
Agastya, poznat kao „Otac medicine”, pojavljuje se u mnogim spisima zvanim purane. U vedskim tekstovima, Agastya je jedan od sedam posebnih mudraca, iznimno poštivan u šivaizmu, hinduističkom pravcu koji boga Šivu smatra vrhovnim božanstvom. Agastya je poštivan i u šaktizmu, sekti koja Devi smatra Vrhovnim Bićem, a spomenut je u epovima Ramajani i Mahabharati.